# Veduta di Delft

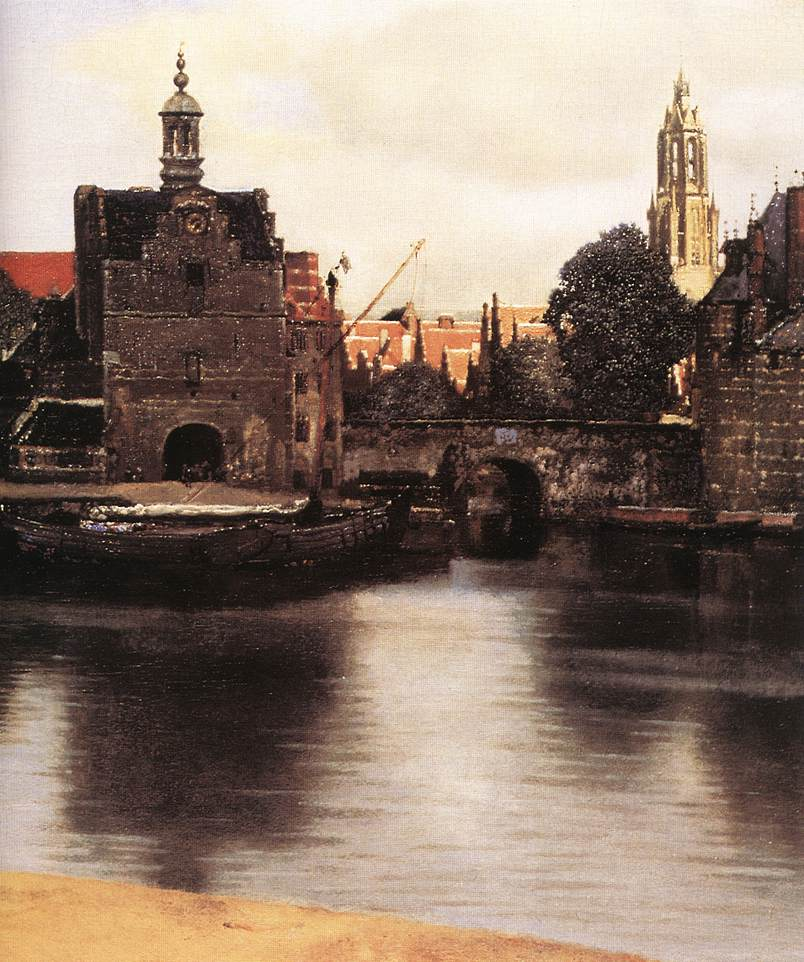
Dettaglio

La Veduta di Delft è un dipinto olio su tela (96,5x115,7 cm) di Jan Vermeer, databile al 1660-1661 circa e conservato nella Mauritshuis dell'Aia. L'opera è firmata in basso a sinistra sulla barca "IV M". Fu una delle opere con cui prese inizio la riscoperta del pittore, anche da parte del pubblico non specialistico.

## Storia
Inizialmente nelle Province Unite le vedute cittadine venivano eseguite in seguito a contratti di natura privata o pubblica, solo raramente per il mercato libero. In quest'ultimo esse riuscivano a raggiungere dei prezzi anche molto maggiori rispetto ai paesaggi su commissione.
L'opera è citata nell'inventario della vendita all'asta della collezione Dissius ad Amsterdam (16 maggio 1696), come «la città di Delft in prospettiva, vista da sud, di J. Van der Meer di Delft», al lotto numero 32. Fu venduta a ben 200 fiorini, la cifra più alta raggiunta in quell'occasione. Nel 1822 il dipinto fu venduto da S. J. Stinstra di Amsterdam a 2900 fiorini al governo olandese. Guglielmo I decise di spostarla da Amsterdam alla Mauritshuis dell'Aia, dove sono esposte le collezioni reali.
Unico paesaggio noto di Vermeer, assieme alla Stradina di Delft, è considerato un capolavoro assoluto, amatissimo, tra gli altri, da Marcel Proust che, in una lettera all'amico Jean-Louis Vaudoyer, definì "il più bel quadro del mondo" ("le plus beau tableau du monde"), e che citò in un passaggio della  Recherche (ne La prigioniera): lo scrittore Bergotte, già molto malato, vi muore davanti pur di poter vedere un "piccolo pezzo di muro giallo" ("un petit pan de mur jaune"), non notato in precedenza, che diventa metafora di una scrittura diversa, più preziosa e "colorata".

## Descrizione e stile
Il quadro raffigura la zona del porto della città di Delft sul fiume Schia; sono riconoscibili: le mura, la porta di Schiedam con l'orologio, la porta di Rotterdam con le due torri gemelle e, al centro, il campanile della Chiesa Nuova.
Il tema della veduta cittadina non era insolito nell'arte olandese del Seicento, e compariva spesso a margine delle grandi carte geografiche, famose in tutta Europa e riprodotte in numerosi dipinti dello stesso Vermeer. In questo caso però, nonostante alcuni edifici riconoscibili, non si tratta di una veduta precisa e oggettiva. L'artista infatti integrò la realtà modificandola con la fantasia e la memoria. Più che mosso da un interesse topografico, di riconoscibilità dello scorcio, il pittore desiderava qui rappresentare la città come luogo di incontro e di vita dei suoi abitanti, avvalendosi di effetti atmosferici che rendono la veduta palpitante. È per questo che la critica moderna lo ha spesso considerato il primo quadro "impressionista", non una "veduta", bensì "un raggio di luce sulla città dopo un temporale", e la magia del quadro è tutta nell'interazione tra le varie luci ed ombre. L'effetto di illuminazione della Nieuwe Kerk, tra l'altro, è stato interpretato anche in senso politico: dal 1622 vi era sepolto Guglielmo I d'Orange, caduto vittima di un attentato nel 1584, durante la guerra di indipendenza dei Paesi Bassi, proprio a Delft, città in cui era considerato un eroe nazionale.  Gli edifici finiscono così per essere raggruppati in una fascia sotto il centro (composta con la regola dei terzi), creando una sorta di fregio che si contrappone alla vastità del cielo. I colori caldi della città illuminata dal sole contrastano infatti con quelli freddi del cielo nuvoloso, via via più scuro. Di nuovo colori caldi e freddi si alternano nella fascia del canale, in cui si rispecchiano gli edifici, e nella lingua di sabbia in primo piano, dove passeggiano alcuni cittadini.
Variando la stesura pittorica e la grumosità del colore (ora trasparente e liscio, ora reso ruvido dall'aggiunta di sabbia o grumi di biacca), Vermeer ottenne una vivida rappresentazione dei vari materiali, dai mattoni e le tegole alla pietra, dalla consistenza delle nuvole a quella dell'acqua.
Analoghi effetti si possono ottenere con la camera oscura, molto probabilmente utilizzata in questo caso da Vermeer: in numerosi punti il quadro riproduce il fenomeno ottico dello strumento, tramite i riflessi, le rifrazioni e le imprecisioni, che sono una sua caratteristica.
Lo storico dell'arte austriaco e direttore scientifico del Kunsthistorisches Museum di Vienna, Karl Schütz, si è espresso in modo risolutamente contrario a riguardo dell'uso della camera oscura da parte di Vermeer, non solo nella Veduta di Delft, ma anche nelle altre opere.